# Opir
Az Opir (ukránul: Опір) folyó Ukrajna Lvivi területének Sztriji járásában. A Dnyeszter vízrendszeréhez tartozik, a Sztrij folyó jobb oldali mellékfolyója. 
Oporec falu közelében, a Velikij Javirnik hegy déli lejtőjénél ered. Hossza 58 km. A Szkolei-Beszkidekben folyik északkeleti irányban, majd Verhnye Szinyovidne és Mezsibrodi között ömlik a Sztrij folyóba.
Vízgyűjtő területe 843 km², átlagos esése 10,4 m/km. Tipikus hegyi folyó, medre a hegyek közötti völgyekben helyezkedik el. A felső folyásnál a folyóvölgy szűkebb, az alsó folyásnál kiszélesedik. A partja többnyire sziklás, helyenként meredek. A medrét a kárpáti homokkőből képződött kavics borítja.
Mellékvizeit nyolc kisebb folyó és 31 patak alkotja. Közülük a legnagyobbak a Rozsanka és az Orjava. A folyó mentén fekvő települések: Oporec, Lavocsne,Ternavka, Szlavszke, Tuhja, Hrebenyiv, Szkole, Dubina és Verhnye Szinyovidne.
Népszerű a raftingosok körében. Tavasszal, a hóolvadás utáni magas vízállásnál Szlavszke falutól lefelé, nyáron, alacsony vízállásnál Szkolétől alkalmas vadvizi evezésre.
A folyó vízét a környező települések vízellátására és mezőgazdasági területek öntözésére is használják.